# Ici Normandie (Seine-Maritime - Eure)
Pour les articles homonymes, voir Ici Normandie (Calvados - Orne).
Ici Normandie (Seine-Maritime - Eure), anciennement France Bleu Normandie (Rouen) , avant le 3 janvier 2016 France Bleu Haute-Normandie est l'une des stations de radio généralistes du réseau Ici de Radio France. Elle a pour zone de service l'Eure et la Seine-Maritime. Elle trouve son origine en 1980, sous l'égide de FR3, puis passe sous l'autorité de radio france le 1er janvier 1983. En 2000, elle s'insère dans le réseau France Bleu nouvellement créé, perdant la référence à l'ancienne région Haute-Normandie en 2016.

## Historique

### 1980-2000: naissance des locales de France Bleu
La station de radio locale France Bleu Normandie trouve son origine en 1980, sous l'égide de FR3, qui avait alors autorité sur les radios locales publiques. Le 1er janvier 1983, la locale prend le nom de « FR3 Radio Haute Normandie », puis passe sous l'autorité de Radio France. Elle conserve, durant quelques années, un format réduit de 3 heures 30 de programmes quotidiens, et en 1986, elle devient « Radio France Normandie Rouen » en format classique (6 h-21 h), comme les autres radios locales de Radio France.
Le 4 septembre 2000, les radios locales de Radio France sont réunies dans le réseau France Bleu, qui fournit un programme commun national que reprennent les programmes locaux des stations en régions.

### Depuis 2000: historique de France Bleu Normandie
Le 26 juin 2015, les micro-locales du Havre et d'Évreux cessent d'émettre leurs programmes spécifiques locaux.
Le 4 janvier 2016, les stations de France Bleu basé à Caen et à Rouen perdent les distinctions Basse et Haute, pour, toutes les deux, s'appeler désormais France Bleu Normandie. Pour différencier ces deux stations, les départements de couverture sont précisés après le nouveau nom commun aux deux stations normandes.
Une partie de la matinale de France Bleu Normandie, entre 6h30 et 9h, est filmée et diffusée depuis 2021 en simultané sur l'antenne locale de France 3.

## Identité de la station

### Siège et bureaux locaux
Le siège régional se situe à Rouen, dans le hangar A du quai de Boisguilbert (depuis le 24 novembre 2010 ; auparavant 45, boulevard des Belges). France Bleu Normandie possède des bureaux locaux à Évreux, 2 bis, rue du Docteur-Guindey, et au Havre, 147 bis, rue de Paris.

### Identité visuelle

Jusqu'en 2000
2000 - 2005
2005 - 2015
26 août 2015 - 3 janvier 2016
3 janvier 2016 - 16 décembre 2021
16 décembre 2021 - 6 janvier 2025
6 janvier 2025 - présent

## Personnel
La direction de France Bleu Normandie (Seine-Maritime - Eure) encadre une équipe d'une vingtaine de journalistes, animateur de radio et techniciens opérateurs du son.

### Equipe
- Directeur : Pierre Desaint
- Responsable technique : Jean-Luc Le Roux
- Responsable des programmes : Bill Debruge
  - Serge Baillivet
  - Richard Gauthier
  - Sylvain Geffroy
  - Michel Jérôme
  - Isabelle Le Brun
  - Annie Le Fléouter
  - Frédérik Romanuik
  - Pascal Vaillant
- Rédacteur en chef : Raphaël Tual
  - Charlotte Coutard, rédactrice en chef adjointe
  - Amélie Bonté
  - Emmanuel Grabey
  - Coralie Ryngaert-Moreau
  - Laurent Philippot
  - Bénédicte Robin
  - Marianne Naquet
  - Théophile Pedrola
  - Christine Wurtz

## Programmation
Les programmes régionaux de France Bleu Normandie (Seine-Maritime - Eure) sont diffusés en direct de 6h à 12h et de 16h à 19h du lundi au vendredi, de 7h à 12h 30 les samedi et dimanche. Les programmes nationaux du réseau France Bleu sont diffusés le reste de la journée et la nuit.

## Diffusion
France Bleu Normandie (Seine-Maritime - Eure) diffuse ses programmes sur la bande FM en utilisant différents émetteurs selon les zones géographiques :
Dans l'Eure :
- Bernay
- Évreux

Dans la Seine-Maritime :
- Auffay
- Bolbec
- Cany-Barville
- Dieppe
- Étretat
- Fécamp
- Le Havre
- Le Tréport
- Pays de Bray
- Rouen (émetteur principal)
- Saint-Valery-en-Caux
- Valmont